# Sironidae
Sironidae son una familia de opiliones, en la suborden Cyphophthalmi. Éste comprende diez géneros que se ubican en Europa, América del Norte y Japón.

## Géneros
- Arhesiro Karaman, 2022
- Cyphophthalmus Joseph, 1869
- Holosiro Ewing, 1923
- Iberosiro de Bivort y Giribet, 2004
- Neosiro Newell, 1943
- Odontosiro Juberthie, 1961
- Paramiopsalis Juberthie, 1962
- Parasiro Hansen y Sørensen, 1904
- Siro Latreille, 1796
- Suzukielus Juberthie, 1970